# نولان لاطئ الأزهار
نولان لاطئ الأزهار (الاسم العلمي:Nolana sessiliflora) هو نوع نباتي يتبع جنس النولان من فصيلة الباذنجانية.